# James d'Avigdor-Goldsmid
Pour les articles homonymes, voir Goldsmid.
James Arthur d'Avigdor-Goldsmid (19 décembre 1912 - 6 septembre 1987), 3e baronnet (en), est un général et homme politique britannique.

## Biographie
Fils d'Osmond d'Avigdor-Goldsmid et frère de Henry d'Avigdor-Goldsmid, il suit ses études à Harrow School, avant de rejoindre l'Académie royale militaire de Sandhurst.
Il suit la carrière militaire, prend part à la Seconde Guerre mondiale et atteint le grade de major-général en 1962. Il devient directeur du Royal Armoured Corps la même année.
En 1965, il est nommé président de la Regular Commissions Board (en). Il est directeur de la Territorial Army et des Cadets au Ministère de la Défense de 1966 à 1968.
Il est membre de la Chambre des communes de 1970 à 1974.

## Sources
- (en) Cet article est partiellement ou en totalité issu de l’article de Wikipédia en anglais intitulé « James d'Avigdor-Goldsmid » (voir la liste des auteurs).